# Aramón Formigal-Panticosa
Aramón Formigal-Panticosa es una estación de esquí situada en el municipio pirenaico de Sallent de Gállego, en el paraje de Formigal, junto a la urbanización del mismo nombre, en Huesca (España).

## Descripción

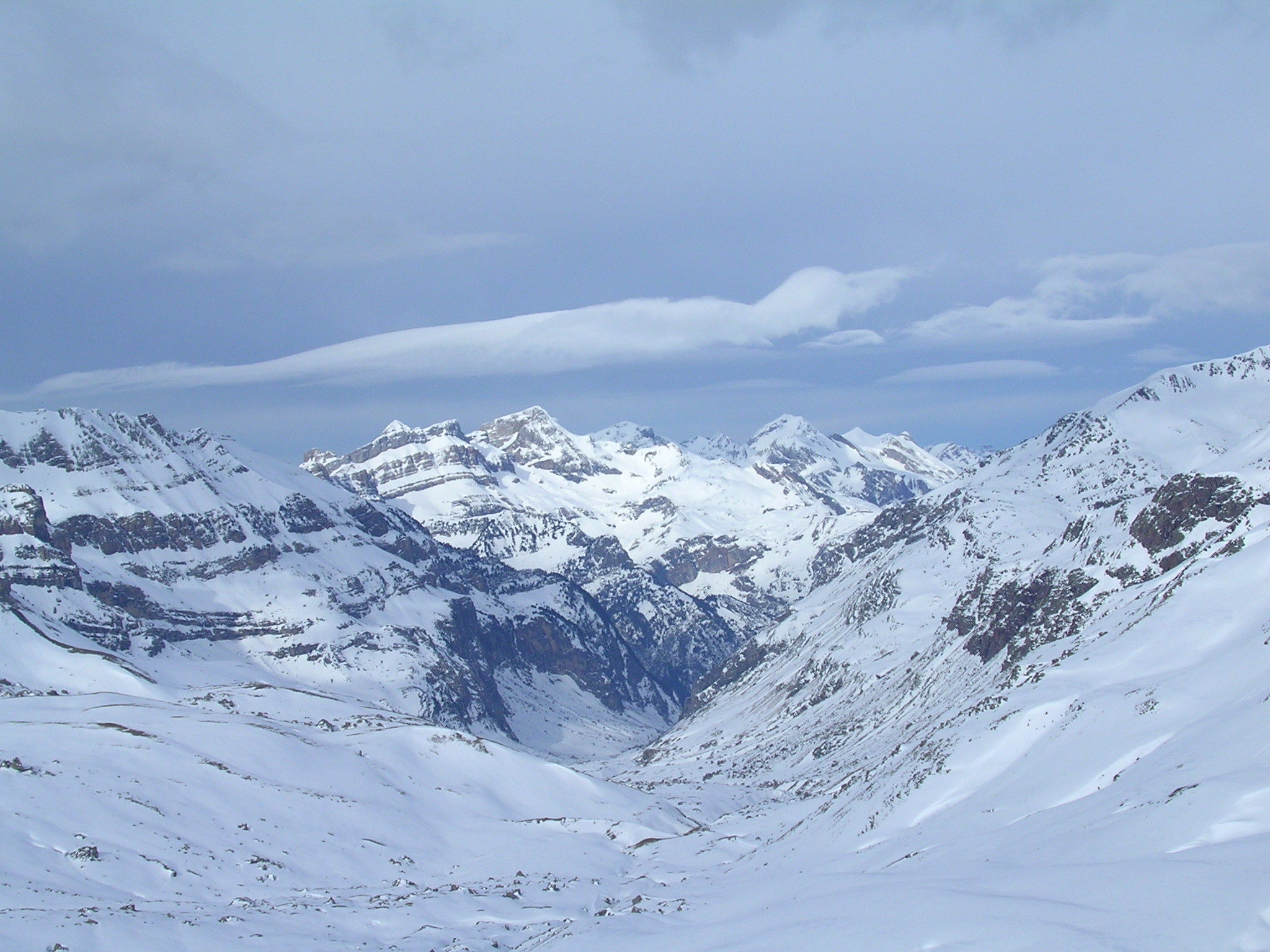
Canal de Izas.

Se encuentra situada en los parajes del Valle de Tena en Huesca.
El núcleo original de la estación surgió alrededor del valle de Izas, aunque las primeras extensiones serían hacia el sur. Las siguientes ampliaciones serían hacia el norte, hacia la frontera con Francia, abriendo la estación a los valles de "Anayet" (1997) y "Portalet" (2006).
En 2014 se une con la vecina estación de Aramón Panticosa que pasará a ser un sector de la estación Aramón Formigal-Panticosa.
La estación se divide en cinco grandes sectores: Tres Hombres (Sextas), Sarrios-Izas, Anayet, Portalet y Panticosa. Cada zona es accesible en coche y mediante servicios de autobús que unen Panticosa y Sextas, y Sextas y Anayet. La base de cada valle cuenta con un aparcamiento y un área de servicios, desde donde salen los telesillas.

## Servicios
Ofrece los servicios habituales de una estación de esquí: remontes (con capacidad de 53.497 esquiadores por hora), enfermería, escuela de esquí, alquiler de material, restauración, etc.
Dispone de pistas especiales como el Terrain Park o la Funny Track
Es conocida la Ski Ratrack, una máquina pisapistas con un cable a modo de telesquí que traslada a esquiadores a una zona donde no llegan remontes. 
A partir de 2006 se comienzan a realizar actividades en verano en la zona de Anayet con un telesilla operativo y la instalación de un parque infantil. Además se ha cambiado el antiguo telecabina por un telesilla.
En 2008 entró en servicio un nuevo sistema de prevención de avalanchas.